# Ammatjärnen
Ammatjärnen är en sjö i Jokkmokks kommun i Lappland och ingår i Luleälvens huvudavrinningsområde. Sjön har en area på 0,0734 kvadratkilometer och ligger 315 meter över havet.

## Delavrinningsområde
Ammatjärnen ingår i det delavrinningsområde (739485-169744) som SMHI kallar för Utloppet av Ammatjärnen. Medelhöjden är 326 meter över havet och ytan är 0,34 kvadratkilometer. Det finns inga avrinningsområden uppströms utan avrinningsområdet är högsta punkten. Vattendraget som avvattnar avrinningsområdet har biflödesordning 3, vilket innebär att vattnet flödar genom totalt 3 vattendrag innan det når havet efter 160 kilometer. Avrinningsområdet består mestadels av skog (79 procent). Avrinningsområdet har 0,07 kvadratkilometer vattenytor vilket ger det en sjöprocent på 21,3 procent.